# Baltasar Porcel
Baltasar Porcel i Pujol (Andrach, 14 de marzo de 1937 - Barcelona, 1 de julio de 2009) fue un escritor, periodista y crítico literario mallorquín. Su obra literaria está en español y, fundamentalmente, en catalán.

## Biografía
Fue un escritor fecundo catalán en todos los géneros, pero especialmente en la narrativa y el artículo periodístico; la gran mayoría de sus títulos se ha traducido al español, inglés, francés, italiano, alemán, ruso, esloveno e incluso vietnamita, además de acaparar un buen número de premios en Cataluña y en otros lugares. Como periodista, colaboró en La Vanguardia, Última Hora, Serra d'Or, Destino y Catalunya Ràdio. Desde 1960 alternó su residencia entre Barcelona y Mallorca. Presidió el Instituto Catalán del Mediterráneo hasta el año 2000. En 2002 obtuvo el Premio Nacional de Literatura de la Generalidad de Cataluña y en 2007 el Premio de Honor de las Letras Catalanas. Por su articulismo recibió los premios Ramón Godó, el Mariano de Cavia y el Espejo de España. También ha obtenido en Italia el Premio Boccaccio, en Francia el Prix Méditerranée y en Estados Unidos el Critics' Choice.
Inició su labor periodística en el Diario de Mallorca. En la década de 1950 trabajó como tipógrafo en el diario franquista Baleares, donde conoció a la  novelista realista Concha Alós, 11 años mayor que él y casada con el subdirector del diario, Eliseo Feijóo. Porcel y Alós iniciaron una relación amorosa y en 1959, la escritora dejó a su perro y se trasladó a Barcelona con Porcel. Alós, que en 1962 y 1964 ganó el Premio Planeta, se convirtió en una persona clave tanto en el proceso de profesionalización como escritor de Porcel como en la difusión de su obra; ejerció de mánager oficiosa de Porcel, aconsejándolo y traduciendo su obra al castellano. La pareja se separó en 1970.
Porcel murió en Barcelona el 1 de julio de 2009 a consecuencia de un tumor cerebral del que había sido operado tres años antes.
Poseedor de un rico estilo, la mayor parte de su obra se centra en su Mallorca natal y más concretamente en su pueblo de Andrach; conjuga localismo y cosmopolitismo mediante el procedimiento del mito.
Solnegro, su primer título (1961) le valió el premio Ciudad de Palma. Con Los argonautas obtuvo el premio de la Crítica catalana de 1968. El Josep Pla lo obtuvo en 1970 con Difuntos bajo los almendros en flor y con Caballos hacia la noche logró los premios Prudenci Bertrana 1975 e Internazionale Mediterráneo 1977, este último otorgado en Italia. Primaveras y otoños le valió el Sant Jordi y Generalidad de Cataluña 1986 a la mejor obra del año. En La Vanguardia de Barcelona escribió una novela por entregas, El divorcio de Berta Barca, que fue muy seguida, pero también destacó en géneros como el libro de viajes o el ensayo; entre estos últimos destacan los consagrados a grandes pintores coetáneos españoles e italianos, como Carlos Mensa, Modest Cuixart, Ángel Baldovino, Benedetta Bonichi, y Claudio Bonichi con quien ha experimentado la integración de diferentes disciplinas artísticas en un todo único y complejo, como la obra titulada Renata davanti allo specchio , en colaboración con la actriz Eva Basteiro-Bertoli. Importantes también son sus recopilaciones de cuentos como El misterio del encinar, y obras teatrales como Les illes encantades y Els dolços murmuris de la mar.

## Obra
| - 1961 Solnegro - 1963 La lluna i el Cala Llamp - 1965 Els escorpins - 1968 Los argonautas - 1970 Difuntos bajo los almendros en flor - 1975 Caballos hacia la noche - 1980 Les pomes d'or - 1984 Els dies immortals - 1986 Primaveras y otoños - 1989 El divorcio de Berta Barca - 1994 Lola i els peixos morts - 1997 Ulisses a alta mar - 2000 El cor del senglar - 2001 L'emperador o l'ull del vent - 2004 Olympia a mitjanit - 2008 Cada castell i totes les ombres (Cada castillo y todas las sombras) - 1967 Viatge literari a Mallorca - 1967 Arran de mar - 1968 Viatge a les Balears menors - 1969 Els xuetes - 1969 Exercicis més o menys espirituals - 1969 el conflicto árabe israelí. Editorial Ariel - 1972 Desintegraciones capitalistas - 1973 Debat català - 1975 China, una Revolución en pie - 1977 Diàlegs - 1978 La revuelta permanente - 1987 Els meus inèdits de Llorenç Villalonga - 1990 A totes les illes - 1993 Camprodon. Una vall del Pirineu. | - 1979 Reivindicació de la vídua Txing - 1982 El misterio del encinar - 1984 Tots els contes - 2002 Les maniobres de l'amor: Tots els contes, 1958-2001 - 1959 Els condemnats - 1962 La simbomba fosca - 1965 Teatre - 1981 Els dolços murmuris del mar - 1991-1997 Obres completes (7 vols.) - 1960 Els condemnats. València: Teatre Estudi. - 1962 La simbomba fosca. Companyia Agrupació Dramàtica de Barcelona. - 1962 Èxode. Barcelona: Companyia Teatre Experimental Català. - 1965 El general. Grup Sis x Set: Tarrasa. - 1965 Romanç de cec. Grup Sis x Set: Tarrasa. - El món en català. Televisión. - L'espai de Baltasar Porcel. Televisión. - Una nit d'estiu. Televisión. - L'entrevista impossible, Jacint Verdaguer. Televisión. - 1989 Baleares - 1994 Viajes expectantes. De Marrakech a Pekín. - 2004 Geografías expectantes |

## Premios
| Predecesor: Maria Mercè Roca | Premio Ramon Llull de novela 2001 | Sucesor: Màrius Carol |